# Zud

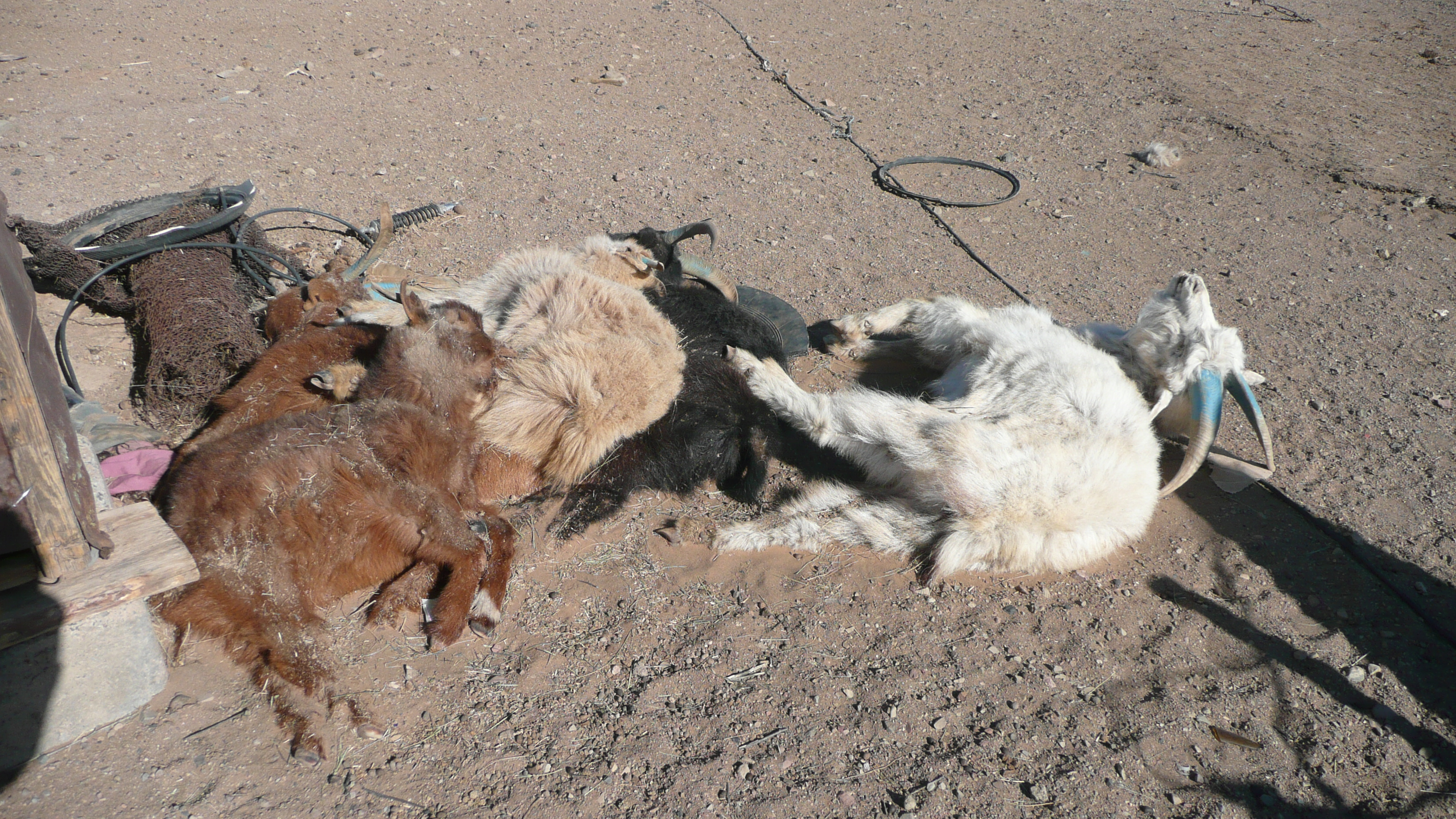
Cabres mortes en el zud del 2010

Un zud o dzud (en mongol: зуд) és una paraula en mongol per expressar un hivern amb molta neu en el qual els ramats són incapaços de trobar farratge a través de la capa de neu i un gran nombre d'animals moren de gana i de fred. Aquest terme també es fa servir per a altres condicions meteorològiques, especialment a l'hivern, que fan que els animals no puguin pasturar. Com que l'economia de Mongòlia és molt dependent de la ramaderia, els durs zuds poden causar crisis econòmiques i problemes de seguretat alimentària per tot el país.

## Descripció i lluita
Es diferencia entre els zuds negres, blancs i de ferro o de gel. El zud negre (хар зуд, har zud) és causat pel poc aliment que hi ha a l'estiu seguit d'un hivern fred i sec en el qual molts animals moren de gana. El zud blanc (хар зуд, tsagaan zud) és causat per les grans nevades que, amb una capa de neu molt gruixuda, fan que els animals no puguin alimentar-se, ja que han de remoure molta neu per arribar a l'herba i no els compensa energèticament. El zud de ferro (төмөр зуд, tömör zud), o zud de gel (мөсөн зуд, mösön dsud), el provoca la pluja engelant que cobreix la terra de gel impedint que els animals s'alimentin. A vegades es parla també del zud de tempesta (шуурган зуд, schuurgan dsud) quan els ramats són posats en perills per tempestes de neu amb forts vents.
Alguns mètodes tradicionals per protegir els animals de les inclemències del temps inclouen tallar l'herba durant l'estiu i emmagatzemar-la per alimentar els ramats durant l'hivern. També es recullen els fems dels animals per fer bales de fem anomenades "Khurjun" que es poden cremar o fer servir de paret protectora contra els vents gèlids i el fred. Aquests mètodes es practiquen sobretot a l'oest de Mongòlia i a Zuun Gar.
La majoria dels nòmades tenen llocs protegits a les valls per passar l'hivern.

## Extensió i història
El 1944 es va registrar un zud que va matar 7 milions de caps de bestiar. De 1999 a 2002 hi va haver tres zuds consecutius amb 11 milions d'animals morts.
L'hivern de 2009/2010 el 80% de Mongòlia va quedar cobert per una catifa de neu d'entre 20 i 60 cm (el país normalment és molt sec a l'hivern). A la província d'Uvs les temperatures per sota de –48 °C es van mantenir durant gairebé 50 dies. 9.000 famílies perderen tot el seu ramat i 33.000 tingueren pèrdues del 50%. El Ministeri d'Alimentació, Agricultura i Indústria lleugera va informar que, amb data de 9 de febrer de 2010, 2.127.393 caps de bestiar havien mort (dels quals, 188.270 cavalls, camells i bestiar vacum i 1.939.123 cabres i ovelles). I el Ministeri va predir que moririen 4 milions de caps de bèstiar. Però el maig de 2010, les Nacions Unides informaren que havien estat 8 milions, o sigui un 17% de la cabana ramadera de Mongòlia.
L'hivern de 2015–2016, es van registrar un altre cop temperatures extremes i aquest fet, unit a la sequera de l'estiu de 2015, va fer que hi hagués reserves insuficients de farratge, cosa que va originar una altra pèrdua massiva de bestiar.